# Opus caementicium

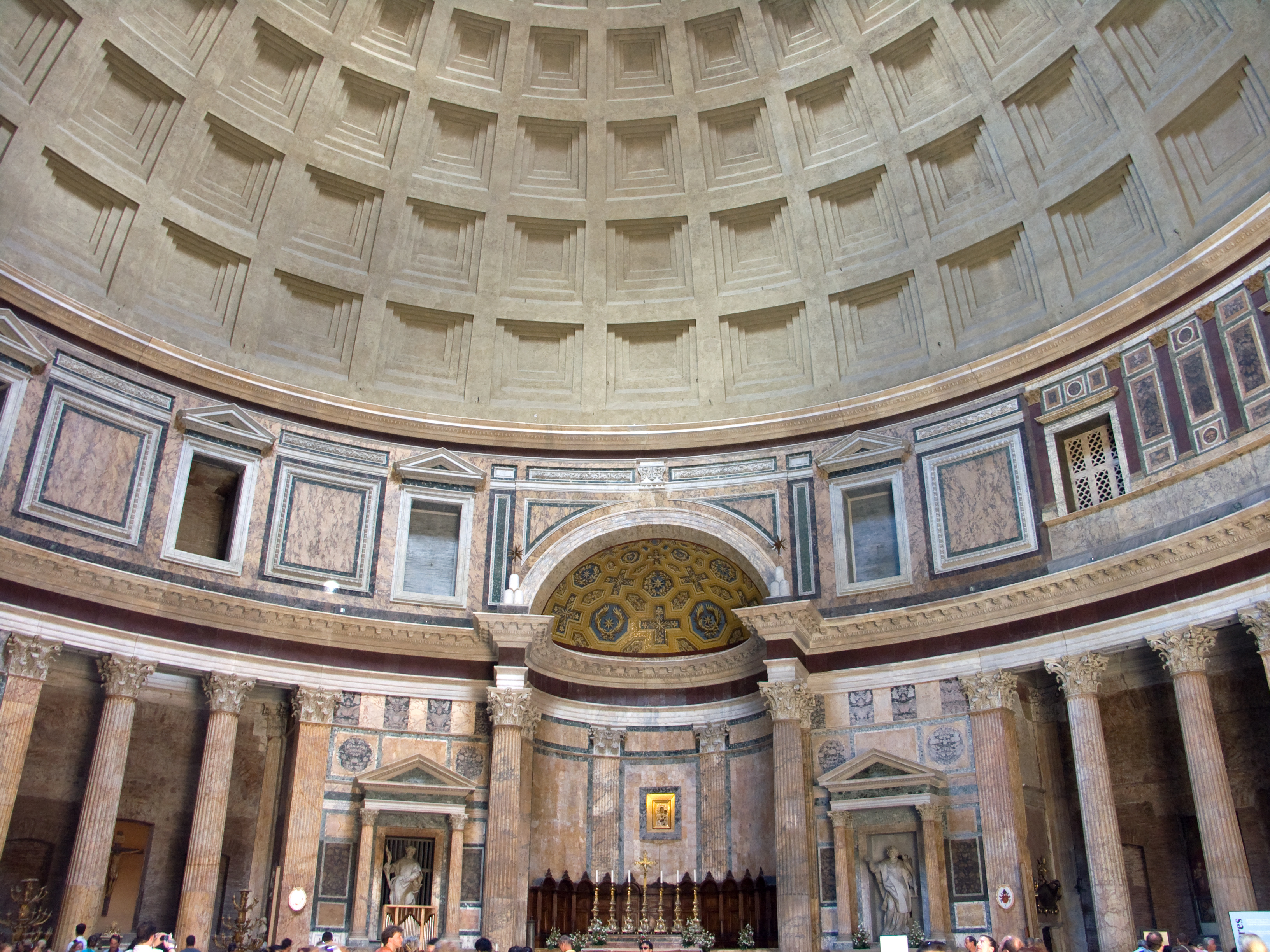
Panteão de Roma.

Opus caementicium, também chamado de cimento romano, é uma técnica de construção civil utilizada pelos antigos romanos a partir do final da República Romana até a decadência do Império Romano. As pedras eram unidas com cimento e, na maioria dos casos, a estrutura das construções era revestida, a fim de se tornar mais atraente, do ponto de vista estético.

## Resistência à erosão

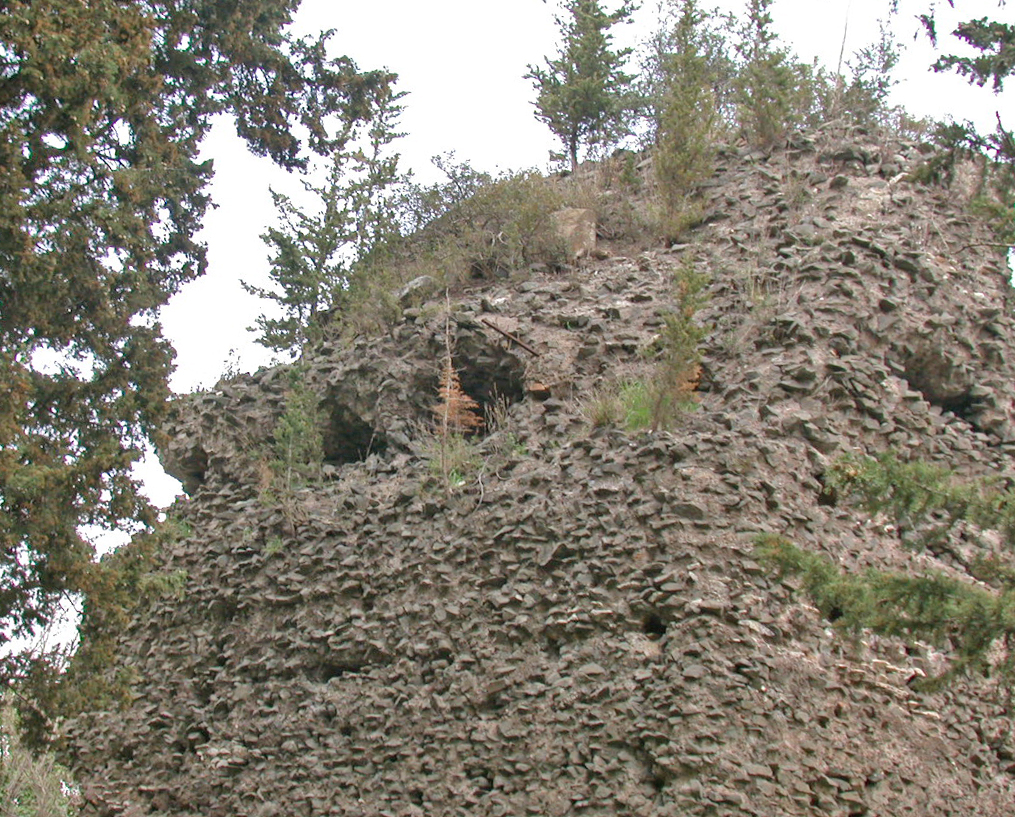
Exemplo de opus caementicium em um túmulo na Via Ápia, em Roma.

O segredo da resistência do concreto romano só foi desvendado em 2017, conforme pesquisa publicada no periódico científico American Mineralogist. Diferentemente do concreto contemporâneo, baseado em cimento Portland e que erode com o tempo, os romanos criaram um concreto semelhante a uma rocha que se beneficia da troca química com a água do mar: em vez de erodir, parece se tornar ainda mais forte com a exposição ao meio ambiente e sobretudo em presença de água do mar. Isso explica por que as barragens marítimas construídas na Roma Antiga, que continham uma mistura de cal e cinza vulcânica para manter as rochas unidas, resistiram ao tempo e à erosão. Segundo os pesquisadores, o material vulcânico reagiu com a água do mar, fortalecendo a construção. Testes com amostras de barragens e marinas romanas, mostraram que o concreto romano contém tobermorita aluminosa, substância que se cristalizava na cal, à medida que a mistura romana se aquecia, em contato com a água do mar. Um novo estudo apontou uma significativa quantidade de tobermorita crescendo dentro da composição do concreto, em conjunto com um mineral poroso chamado phillipsita (uma zeólita), fortalecendo o concreto e prevenindo o surgimento de rachaduras. O processo atual para fazer cimento tem um alto custo ambiental, sendo responsável por 5% das emissões globais de CO2. A fórmula romana seria muito menos agressiva ao meio ambiente.

## Formas
Existem várias formas de aplicação do opus caementicium:
- opus incertum
- opus quasi reticulatum
- opus reticulatum
- opus mixtum
- opus latericium ou opus testaceum
- opus vittatum ou opus listatum
- opus sectile

## Referências históricas

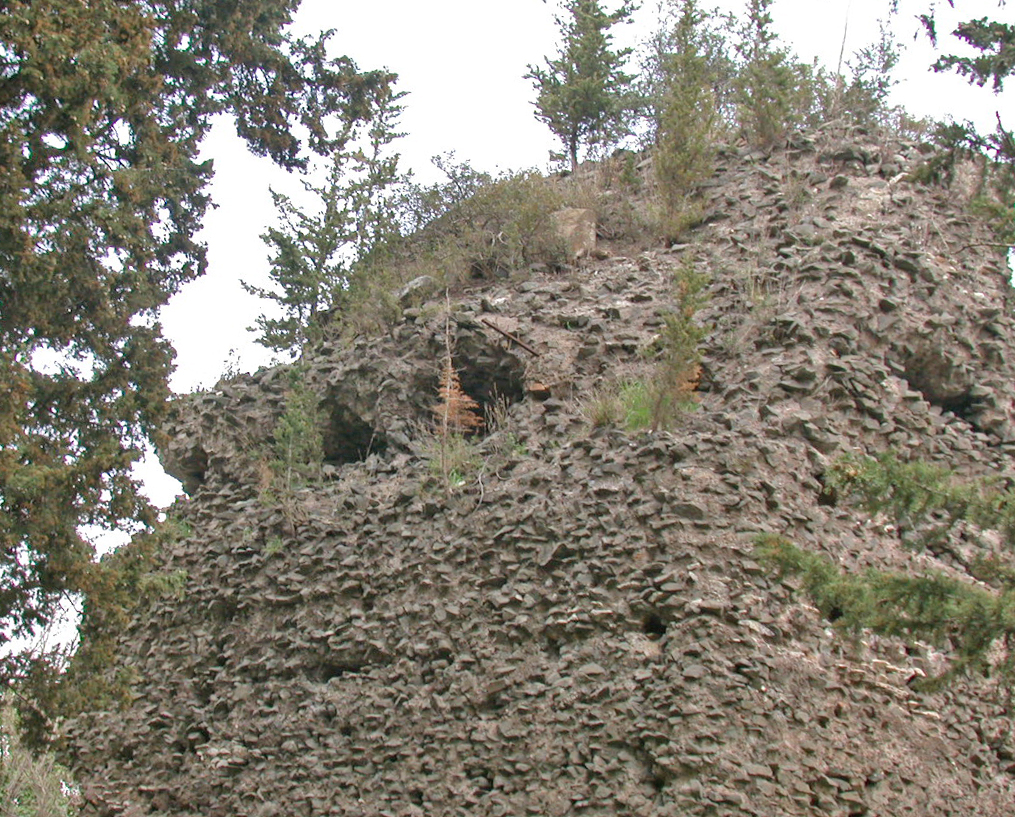
Exemplo de opus caementicium em um túmulo na antiga Via Ápia em Roma. A cobertura original foi removida.

## Propriedades do material

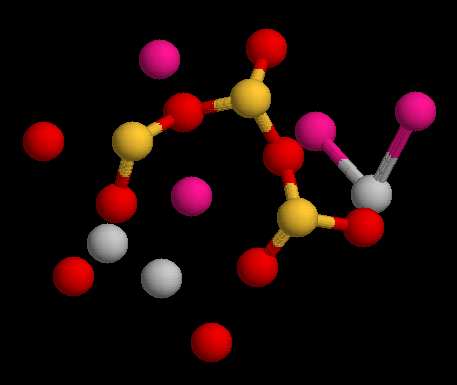
Estrutura cristalina da tobermorita: célula da unidade elementar.

## Tecnologia sísmica

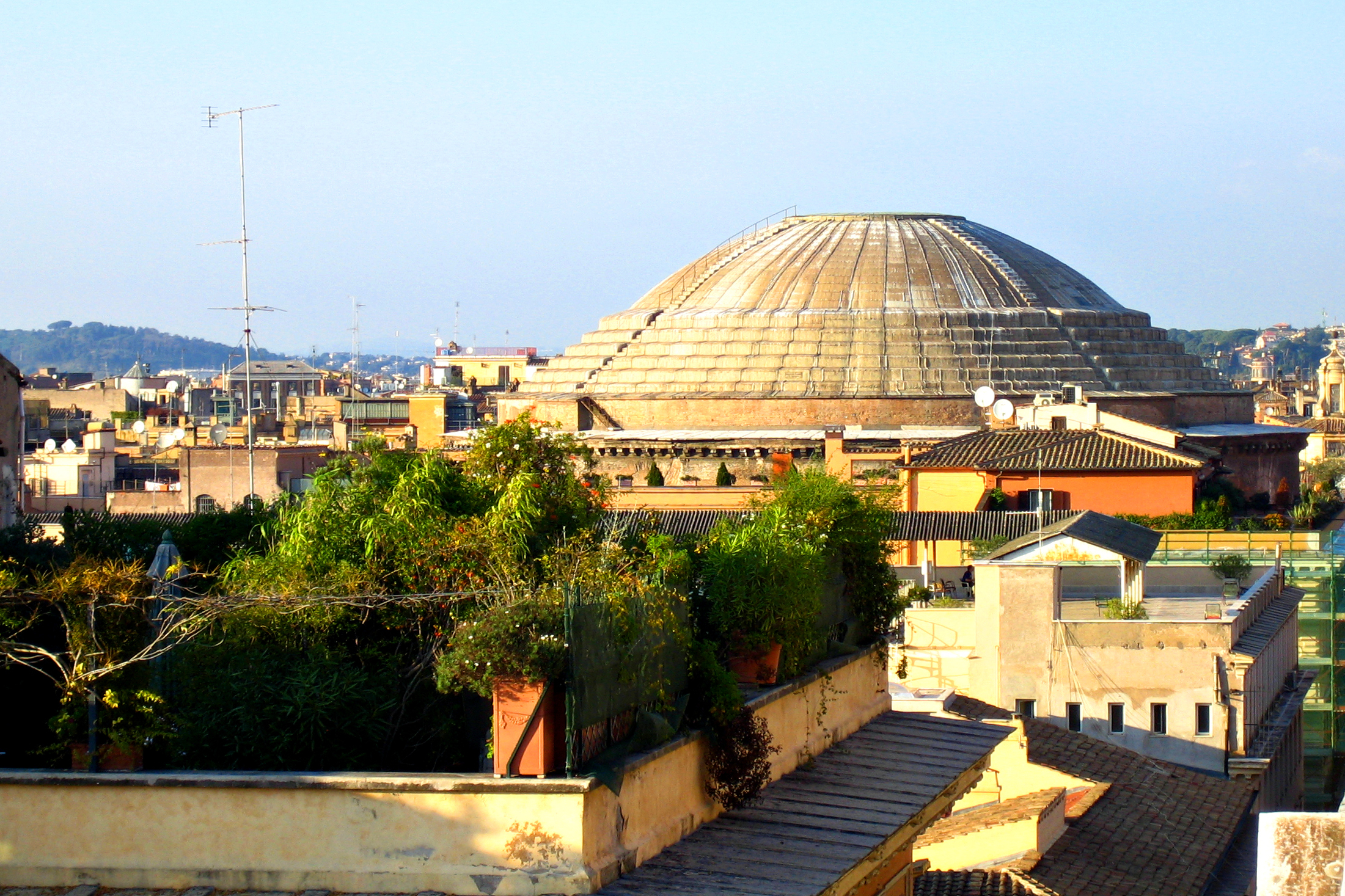
Outra vista do Panteão em Roma, incluindo a cúpula de concreto.